# バトルフィールド バッド カンパニー2
『バトルフィールド：バッドカンパニー2』（Battlefield: Bad Company 2, 略称：BFBC2）は、『BFBC』の続編としてエレクトロニック・アーツより発売された架空の現代戦をテーマにしたFPSである。

## 概要
前作（『BFBC』）の続編と言う設定である。
『BFBC』の特徴である「破壊」と言う要素がさらに進化しており、車両や建物などの破壊が可能。さらに、前作では建物の天井や一部の壁など破壊できない箇所もあったが、本作では一定以上のダメージが加わると最終的に建物全体が崩壊する。

## シングルプレイ
前作に引き続きシングルプレイにも力を入れている。

### ストーリー
1944年太平洋戦争中、日本軍が開発しているとされる秘密兵器に関する情報を手に入れるため、アメリカ軍の特殊作戦「オーロラ作戦」が密かに行われた。その作戦は公になることなく、歴史の闇に葬り去られた。
時は現代に移り、東欧方面での任務そっちのけで傭兵軍団の金塊を根こそぎ奪いながらも、結果的に米軍の利益になったということで存続したB中隊（通称：バッドカンパニー）は特殊作戦軍主導の任務としてシベリアで警戒任務についていた。世界では共産主義国が台頭し、ヨーロッパやアジア・南北アメリカなど世界規模で紛争が勃発していた。しかも、アメリカ軍はロシア軍のアラスカ上陸によって窮地に立たされていた。任務の途中、ひょんな事からロシア軍の新兵器に関する極秘プロジェクトの存在を知り、B中隊はこれを追って行く。それが歴史に葬り去られた米軍の作戦、日本軍の秘密兵器と深い関わりがあることなど、誰も知らないまま…。

### 登場人物

#### B中隊
プレストン・マーロウ（Preston Marlowe）
プレイヤーキャラクター。階級は二等兵。認識番号は000BFH008ME008。祖父が第二次世界大戦、父がベトナム戦争へ出兵したことから軍人に憧れて陸軍に入隊するが、派兵先のヨーロッパで退屈な日々を過ごす。そして、暇つぶしのため勝手に操縦していたヘリコプターを陸軍将校の乗る車に激突させてしまうという大問題を起こし、本来は収監される身であった。常識人ではあるようだが、それ故か曲者揃いなバッドカンパニーの面子によく振り回されている。今作では、部隊のムードメーカー的な役割を果たしており、くじけそうになる仲間達を鼓舞する場面がある。
サミュエル・D・レッドフォード（Samuel D.Redford）
マーロウ達の部隊長。44歳。階級は軍曹で、任期の短縮と退職金を条件に自らバッドカンパニー配属を志願した叩き上げ。律儀な性格で部下思いでもある。前作の最後で除隊が延期になってしまったことを少しだけ引きずっている。
ジョージ・ゴードン・ハガード・ジュニア（George Gordon Haggard Jr.）
レッドフォードの部下。階級は伍長。認識番号は000BF1942002BF2005。爆破好きな性格が災いし、自軍の武器庫を誤って吹っ飛ばした事でバッドカンパニー送りとなった。レッドフォード曰く「頭のイカれたヤツ」でトラブルメーカー。ただし、爆破に関する知識は辞書なみで仲間を驚かすシーンがある。また、ロシア軍の輸送機にも詳しい。あだ名はハグ。
『CoD:MW2』を皮肉り、「スノーモービルは女の乗るモン」と言う場面がある。
テレンス・スウィートウォーター（Terrence Sweetwater）
レッドフォードの部下。階級は二等兵。認識番号は0BFMCPS2005MC360006。悪戯で軍のコンピュータにウイルスを侵入させた事がバレてしまい、バッドカンパニー送りとなった。レッドフォードから「しゃべる相手が必要ならそいつが最適だ」と言われる程の喋り好き。軽い性格で悪知恵を働くことが多い。あだ名はスウィーツ。
ハグ同様、『CoD:MW2』を皮肉り、「ハートビートセンサーなんか装備したチキンな特殊部隊でも送り込むのか？」と言う場面がある。

### アメリカ軍
フリン（Flin）
B中隊を乗せるUH-60 ブラックホークのパイロット。ヒッピー風で自称平和主義者だが、カールグスタフを至近距離でかわすなど、操縦の腕は確か。コードネームはゴーストライダー（Ghost rider）。敵のミサイルが、乗ってるヘリに命中しヘリごと爆死した。
ブレイウッド（Braiwood）
B中隊の上官であり、特殊作戦群（USSOCOM）の将校でもある。バッドカンパニーにロシア軍の秘密兵器の調査を命じた。
ジェームズ・アグワイア（James AcGwire）
NSAのエージェントで、日本軍の開発した秘密兵器を単身追っている。彼の父親はかつてオーロラ作戦に従事し戦死しているが、公式には認められていない。

### ロシア軍
アルカディ・キリレンコ（Arcady Kirilenko）
ロシア軍の大佐。第二次世界大戦中に日本が開発していた秘密兵器を利用して、アメリカ攻略を有利に進めようとしていた。

### ステージ
- Operation Aurora

1944年10月28日日本海海上。日本軍が秘密兵器を開発しているとの情報を基に「オーロラ作戦」が実行された。アメリカ軍特殊部隊が日本占領下の島に潜入し、内通者の日本人科学者の脱出を支援するが、一行は「闇の兵器（Black Weapon）」と呼ばれる新型兵器の威力を目の当たりにする。
- Cold War

ロシアが蜂起し、世界中で戦火が拡大する現代。ロシア軍の侵攻を受けたアメリカはバッドカンパニーをロシアに派遣し、ロシア軍大佐のキリレンコの抹殺を命じた。ところが、直前で任務は中止され、キリレンコを取り逃がした。しかし、逃走中にロシア軍の積荷から奇妙な兵器を発見する。
- Heart of Darkness

兵器を回収したバッドカンパニーは上官ブレイウッドに、サミュエル軍曹の除隊延期とこの兵器を追うアグワイアなるNSAのエージェントとの接触を依頼され、一行は南米ボリビアに渡る。しかし、そこには既にアグワイアの姿はなかった。
- Upriver

度重なる地元民兵との戦闘の末、捕らえられていたアグワイアの確保に成功。アグワイアは件の兵器を「スカラー兵器」と呼び、起動によって周囲に重大な電子撹乱を引き起こす電磁波兵器だと説明する。さらに、その兵器が気象衛星に搭載されていると言う。
- Crack the Sky

フリンの操縦するUH-60 ブラックホークで高峰アルティプラノ高原へと移動。スウィートのプログラミングによってスカラー兵器を搭載した気象衛星を落下させることに成功したが、落下する衛星をめぐってロシア軍とのカーチェイスが始まる。
- Snowblind

スウィートの軌道操作で山頂の町に落下した衛星を確保するために向かうバッドカンパニーを追いかけてきたロシア軍を何とか撃退し、衛星を調べるバッドカンパニー。大気圏再突入時に加熱された機体を冷ますために吹雪の中プレストンは1人待つが、はずみで衛星の中からスカラー兵器のパーツを発見するが、他の仲間とはぐれてしまい一人で山頂から下山をしながらロシア軍と交戦する。
- Heavy Metal

キリレンコを捜索するために米軍の戦車隊と同行することになったバッドカンパニーは、M1エイブラムス戦車に搭乗してチリの平野部を進行する。
- High Value Target

ハンヴィーで山間部を進む一行だったが、ロシア軍の激しい抵抗によって徒歩を余儀なくされる。味方の迫撃砲攻撃を避けながら遂にキリレンコの確保に成功するが、爆撃のはずみで取り逃がしてしまう。
- Sangre de Toro

キリレンコの持っていた資料からアタカマ砂漠に座礁している貨物船「サングレ・デ・トロ」を発見し、船内を捜索するプレストン。見つけることができたのはスカラー兵器のパーツと日記だった。
- No One Gets Left Behind

コロンビアへと移動中にフリンのUH-60が撃墜され、密林に投げ出された一行は敵に拘束されたフリンを救うために基地を襲撃する。辛うじてヘリでの脱出を図り、アグワイアと再会するが…。
- Zero Dark Thirty

キリレンコの策略によってスカラー兵器の最後のパーツがロシア軍に渡ってしまった。キリレンコの出発を阻止するために、敵の迫撃砲弾が雨のように降る中を突破する。
- Force Multiplier

ついにスカラー兵器を搭載したキリレンコの輸送機が飛び立った。一方、都市部では米軍が大規模な攻撃を展開し制圧しつつあったが、スカラー兵器が起動して全軍が機能不全に陥ってしまう。その光景を目の当たりにした一行は戦意を喪失するが、プレストンの鼓舞でバッドカンパニーは再び立ち上がり、キリレンコの輸送機を追う。
- Airborne

輸送機に何とか潜入することができたが、肝心のスカラー兵器とキリレンコは防弾ガラスの向こうにいた。機が段々と米国本土上空に接近する中、バッドカンパニーは大胆な作戦で起動の阻止に出る。

## マルチプレイ
マルチプレイではマップによってアメリカ軍かロシア軍かに分かれ、PS3・Xbox 360版では2-24人、Windows版では2-32人対戦が可能。

### 前作からの変更点
- 兵科の「特殊兵」が削除され、5兵科から4兵科へと変わった。また、「援護兵」が「衛生兵」へと変更された。
- 全兵科共通のサブウェポンとしてハンドガンやトレーサーガンを所持できるようになった。また、全兵科共通の専用武器以外でメインウェポンにサブマシンガンやショットガンが選択可能になった。
- 武器のアンロックが、前作での任意選択で解除する形式から、一定のポイントを獲得して決められた順番に武器やスキルが解除される形式となった。
- 車両スキルや各兵科のスキルシステムの追加。
- 通常設定でのフレンドリーファイアが廃止された。
- キルカメラの追加。直後であれば、数秒間だけキルしたプレイヤーの情報を閲覧できる。
- ゲーム内に専用ストアが設置され、課金によって各兵科の武器を一斉解除やプレイできるマップを追加できる。
- 「VIPアクセスシステム」の追加。『BFBC2』購入時に同梱されているVIPコードを入力することでアクセスでき、特典として追加マップや兵器が解除できる。
- ゲームモードに「部隊ラッシュ」と「部隊デスマッチ」「Onslaught（有料）」の追加。
- 「ランクマッチ」と「アンランクマッチ」の廃止。
- 「ハードコアモード」の追加。これによって、ライフが減少したりフレンドリーファイアがオンになるなど、上級者向けのプレイが可能。
- 「ゴールドラッシュ」が廃止され、金塊ではなくM-COMと呼ばれるモジュールをめぐる「ラッシュ」に変更された。

### 兵科
それぞれ特徴のある兵科と武装を選択してプレイすることができる。全兵科共通でナイフとグレネードを所持する。
突撃兵（アサルト）
主武装は近距離から中距離まで有効なアサルトライフル。すべてのアサルトライフルにはグレネードランチャーが装着されており、対人用だけでなく、壁の破壊などにも有効。ほぼすべての戦況に対応可能ではあるが、戦車や装甲車相手の戦闘には不利である。特殊兵装は弾薬箱。共通装備のショットガンや特別コンテンツで追加されるガーランド・トンプソンなどを携行する場合はグレネードランチャーからC4爆弾に差し替えられる。
工兵（エンジニア）
主武装はサブマシンガン。特殊兵装は戦車や装甲車に対して有効なロケットランチャーもしくは対戦車地雷・車両の修理が可能な修理ツール。今作ではポイントが稼ぎやすくなった反面、修理の時間が長いとオーバーヒートするようになった。
前作にあった特殊兵と工兵を統合した兵科となっている。
衛生兵（メディック）
主武装は軽機関銃。特殊兵装は医療キットと除細動器で、医療キットは味方が触れるとライフが回復し、除細動器は死亡直後の味方に対し使用すると蘇生させることが可能。敵に使用すると、一撃でショック死させることができる。
前作では「援護兵」だったが、今作では「衛生兵」に名称が変わった。
偵察兵（リーコン）
主武装は遠距離狙撃に使用するスナイパーライフル。特殊兵装は動いている敵を探知しマップに表示させるモーションセンサー・C4爆弾・迫撃砲を要請するキット（前作で「援護兵」のみが所持できたGPS送信機からレーザー照準器に変更された）。

### ゲームモード
ラッシュ
前作でのゴールドラッシュと同様のルール。攻撃側と防衛側に分かれ、攻撃側はM-COMの破壊を狙い、防衛側はそれを阻止しなければならない。
攻撃側にのみチーム全体での復活数（チケット）が設けられており、チケット数が0になれば敗北となる。
MAPは幾つかの区画に分けられ、各区画に2個設置されたM-COMを破壊する度に戦場を移動することになる。最後の拠点のM-COMが全て破壊された時点で、防御側の敗北が決定する。
また、攻撃側のチケット数は戦場を移動（その区分のM-COMを全て破壊）するごとに回復する。
コンクエスト
『バトルフィールドシリーズ』伝統のルール。MAP上に3-4箇所設置された旗の占拠が目標。各チームにチケットが設けられ、占拠した旗が半数以上になれば敵のチケットを減らしていく事ができる。旗の占拠以外にも、敵兵をキルすると敵側ゲージがキル数だけ減少する。
チケットが0になった側が敗北となる。また、今回は本拠点となる地点の旗を占拠される事が無くなった。
部隊デスマッチ
最大4人で1組の分隊となり、その分隊を1単位として争うデスマッチ。分隊全員のキル数の合計がサーバーごとに決められた数（多くのサーバーが50キル）に達すれば勝利。
味方分隊以外は全て敵のため、戦闘発生率が高くなる。上2つのルールとは違い、乗り物は歩兵戦闘車がMAP上に1つだけしか配置されない。
部隊ラッシュ
分隊を2組、最大8人を1チームとしてM-COMの破壊を狙う。基本的にラッシュとルールは同じだが、M-COMの総数は少なくなっている。また、このルールのみ乗り物が配置されていない。
Onslaught（オンスロート）
4人1組の分隊を組み、指定された拠点を制圧し、そのタイムを競う協力プレイ。他のゲームモードと違い、敵対するのはAIである。全モード中、唯一難易度を選択できる。
専用ストアでダウンロードすることでプレイ可能となる。

## マップ
各MAP毎にストーリーが設けられており、アメリカとロシアとの戦争の経過を辿る事ができる。最初から選択可能なマップとVIPアクセスでのみ選択可能なマップがある。

### 通常マップ
最初から選択可能なマップ。
PANAMA CANAL
アメリカ軍はパナマ運河周辺の工業港に攻撃を仕掛け、南西太平洋に面した海岸での戦略作戦を狙う。
マップ上には瓦礫と化した車両基地や倉庫が存在し、錆びた船舶が停泊している。
VALPARAISO VILLAGE
ロシア軍をチリから追い出すため、アメリカ軍はバルパライソへの陸海空共同の上陸作戦を行う。
マップは海に面しており、密林や丘陵状の地形が多くある。
LAGUNA ALTA
ロシア軍はアメリカ軍のキャンプ「Christopher」を攻撃し、アメリカ軍の輸送列車を破壊した。
アメリカ軍はこの地域の奪還ため、敵陣地へと繋がる橋を部隊が安全に渡れるようにしなければならない。
ISLA INOCENTES
ロシア軍の火砲基地を破壊し、周辺の森林地帯を制圧することで機甲部隊への供給ルートを確保する。
比較的他のステージよりも広く、島や沿岸の基地などから成っている。
ATACAMA DESERT
ロシア軍は、アタカマ砂漠沿岸に設置されたアメリカ軍の防衛要塞制圧のために上陸拠点を確保し、この要塞を制圧しなければならない。天候は悪化し、砂嵐が訪れようとしている。
海水が干上がった砂漠が舞台。座礁した船や島であっただろう拠点もいくつか存在する。
ARICA HARBOR
アメリカ軍はアリカの港を確保するため、機甲部隊での攻撃を計画した。
だが、港へ向かうためにはルート上に位置するロシア軍基地を破壊しなければならない。
砂漠に囲まれた港湾都市が舞台。
WHITE PASS
ロシア軍は、White Passとそこに位置する衛星中継局へ攻撃を集中している。
Nelson湾への進攻を防ぐため、アメリカ軍はこの地域を死守しなければならない。
積雪が見られる東西に長いステージ。
LAGUNA PRESA
谷とその周辺の山々の中、建設を中止したダムが位置している。アメリカ軍はこの重要地点を防衛するため、部隊を集結させた。
ロシア軍はこの地域に降下し、軽装甲車を併用した歩兵戦を臨まなければならない。
PORT VALDEZ
ロシア軍は、アラスカを横断するパイプラインの奪取のため、港への大規模な航空攻撃を計画。
その先導隊である主力戦車部隊を現地へと空輸させたロシア軍に対抗するため、アメリカ軍は装甲車と攻撃ヘリコプターを現地へ配置した。
この戦いの結果によって、この戦争の勝敗は大きく左右されるだろう。

### 特殊マップ
VIPアクセスのみで選択可能なマップ。
NELSON BAY
本格的な冬が到来。Nelson湾への進攻を防ぐため、アメリカ軍はロシア軍降下部隊の夜襲からこの地域を死守しなければならない。
全MAP中唯一、夜間帯のMAPとなっている。
OASIS
ダムが決壊し、水没しつつある砂漠の集落。アメリカ軍は、この地帯にある工業施設への進路確保を画策している。進路確保と工業施設の奪取には、ロシア軍占領下の町や補給ラインを制圧する必要がある。
前作にも登場していた中東のマップ。
Harvest Day
見渡しの利くアメリカ軍通信センターがロシア軍の標的にされた。農業盛んな開けた渓谷部では激しい機甲戦が予想される。
前作に登場したマップ。広大な平原と点在する拠点が特徴。
Cold War
B中隊はロシア軍の重要人物を狙って、ロシアの山間部に進軍した。ロシア軍はアメリカ軍の勢力を押し戻そうとしている。
シングルプレイの「Cold War」をマルチプレイ用にアレンジしたマップ。
Heavy Metal
アメリカ軍強襲部隊はチリの山頂に駐在中のロシア軍に対する「突破」作戦の支援に動き出した。ロシア軍はアメリカ軍を渓谷から押し戻すため、奇襲による反撃でアメリカ軍の陣地を制圧しようと試みている。
シングルプレイの「Heavy Metal」と同じマップ。装甲車両や攻撃ヘリコプターが多数配置されている。

## 追加コンテンツ

### バトルフィールド バッド カンパニー2 ベトナム
ベトナム戦争をモチーフにした追加コンテンツ。2010年12月20日に配信が開始された。当時のベトナムを再現した4種類のマップを始め、6種類のビークルや15種類の兵器が新たに追加された。